# سیارک ۷۹۱۳۰
سیارک ۷۹۱۳۰ (به انگلیسی: 79130 Bandanomori، نامگذاری:1990UC2) هفتاد و نه هزار و صد و سی‌امین سیارک کشف شده‌است که در ۲۶ اکتبر ۱۹۹۰ کشف شد.